# Цитокинез

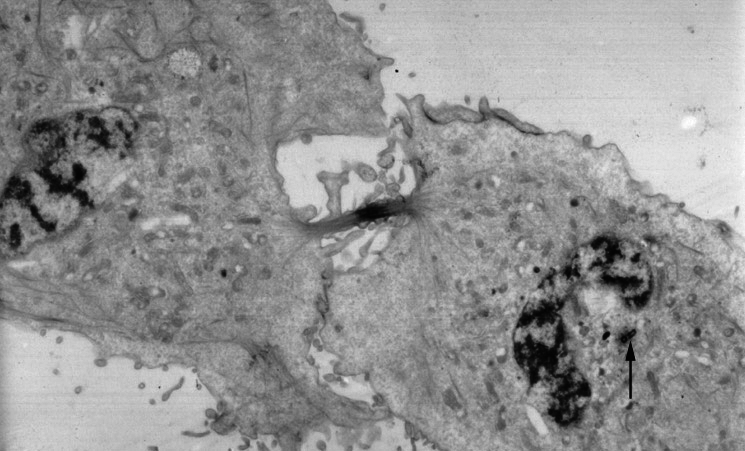
Клетка, завершающая цитокинез (фотография сделана под трансмиссионным электронным микроскопом). Стрелка указывает на центросому.

Цитокинез, цитотомия — физический процесс деления цитоплазмы родительской эукариотической клетки между двумя дочерними. Цитокинез обычно происходит после того, как клетка претерпела деление ядра (кариокинез) в ходе митоза или мейоза. В большинстве случаев цитоплазма и органоиды клетки распределяются между дочерними клетками приблизительно поровну. 
Важное исключение представляет собой оогенез с его предельно асимметричными делениями, в ходе которых будущая яйцеклетка получает практически всю цитоплазму и органоиды, в то время как вторая из клеток в каждом из двух делений мейоза (так называемое полярное или редукционное тельце) почти не содержит цитоплазмы и вскоре отмирает.
В тех случаях, когда деление ядра не сопровождается цитокинезом, образуются многоядерные клетки (симпласты).